# Stephen Jones (divattervező)
Stephen Jones 1954-ben született a Wirral-félszigeten.

## Iskolái
Saint Martin’s School of Art

## Karrier
Új romantikus mozgalom tagja. Kalapjait viselték Spandau Ballet, Duran Duran, Isabella Blow, Jean Paul Gaultier, Boy George, Jean Paul Gaultier segítségével indult be karrierje. Diána walesi hercegné az egyik legfontosabb megrendelője volt. Ő volt az egyetlen kalapos, aki a párizsi székhelyű haute couture munkájában részt vett.
Legfontosabb divatházak, akiknek a kalapjait készítette: Galliano, Vivienne Westwood, Balenciaga, Claude Montana, Marc Jacobs, Dior, Jeremy Scott, Moschino.

## Sztárok, akik kalapjait viselték
Kalapjait a popzene olyan alakjai viselték, mint:
- Grace Jones
- Diana Ross
- George Michael
- New Order
- Céline Dion
- Kylie Minogue
- Björk
- Christina Aguilera
- Mick Jagger
- Marilyn Manson

## Filmek
Kalapjait láthattuk többek között olyan filmekben mint:
- Jurassic Park
- Lost in Space
- Elizabeth: Az aranykor
- Coco Chanel
- Salvador Dalí halála